# Mesrob II Mutafyan de Constantinopla
Mesrob II Mutafyan, también conocido como Mesrop Mutafyan, (Estambul, 16 de junio de 1956-Ibidem., 8 de marzo de 2019) fue el 84.º patriarca armenio de Constantinopla, bajo la autoridad del Catholicós de Armenia y de todos los armenios.

## Biografía
Mesrob Mutafyan se graduó de la American High School en Kornwestheim cerca de Stuttgart, Alemania. De 1974 a 1979, estudió filosofía y sociología en Memphis, Tennessee, Estados Unidos. 
El 13 de mayo de 1979, se ordenó sacerdote y fue pastor de Kınalıada, una de las islas Príncipe en el mar de Mármara, en Estambul con una pequeña comunidad armenia. Entre 1979 y 1981, continuó sus estudios teológicos en Jerusalén. 
El 21 de septiembre de 1986, Mesrob Mutafyan fue elevado al rango de obispo en Echmiadzin, Armenia. De 1982 a 1990, coordinó las relaciones ecuménicas del Patriarcado. Asistió a la Universidad Pontificia de Santo Tomás de Aquino en Roma, Italia entre 1988 y 1989. 
En 1993 fue elevado al rango de arzobispo para servir a la diócesis de las islas Príncipe. Desde 1997, Mutafyan actuó de vicario general de la Patriarcado armenio de Constantinopla. 
Tras la muerte del Patriarca Karekin II Kazanjian de Constantinopla, el 16 de marzo de 1998 Mesrob Mutafyan fue elegido locum tenens para servir como el líder temporal de la Iglesia hasta que se celebrara una elección. Mesrob Mutafyan finalmente fue elegido el 84.º patriarca armenio de Constantinopla el 14 de octubre de 1998. 
Durante su viaje apostólico a Turquía, el papa Benedicto XVI visitó también la iglesia Surp Asdvadzadzin patriarcal en Kumkapı, Estambul, donde asistió a una ceremonia religiosa y posteriormente, el 30 de noviembre de 2006 celebró una entrevista y encuentro con el patriarca Mesrob II. Ese año se le diagnosticó demencia frontotemporal.
En julio de 2008, se anunció que Mesrob Mutafyan sufría de Alzheimer y se retiraba de todos sus deberes y de la vida pública. Sin embargo él continuó siendo oficialmente patriarca y arzobispo, hasta 2010. Ese año, el gobernador de Estambul nombró mediante un decreto como "patriarca en funciones" al arzobispo armenio Aram Atesyan, quien actuó desde entonces como jefe de la Iglesia armenia en Constantinopla.
Mesrob II Mutafyan recibió numerosas críticas por parte de destacados miembros de la comunidad armenia, a causa de sus posturas cercanas al Gobierno islamista turco y su posicionamiento en torno al genocidio armenio, muy próximo a la versión oficial turca.